# Пантепек (муниципалитет Пуэблы)
Пантепек (исп. Pantepec) — муниципалитет в Мексике, штат Пуэбла, с административным центром в одноимённом городе. Численность населения, по данным переписи 2010 года, составила 18 435 человек.

## Общие сведения
Название Pantepec с языка науатль можно перевести как слоёная гора.
Площадь муниципалитета равна 216,9 км², что составляет менее 0,6 % от площади штата. Он граничит с другими муниципалитетами Пуэблы: на севере с Франсиско-Меной, на востоке с Венустьяно-Каррансом, и на юге с Хальпаном, а на западе Пантепек граничит со штатом Идальго.

## Учреждение и состав
Муниципалитет был образован в 1895 году, в его состав входит 44 населённых пункта, самые крупные из которых:
| Населённый пункт                  | Численность населения (2005 год) | Численность населения (2010 год) |
| Всего                             | 18 251                           | 18 435                           |
| Мекапалапа                        | 3 079                            | 3 104                            |
| Пантепек (административный центр) | 1 982                            | 2 009                            |
| Амелука                           | 1 167                            | 1 126                            |
| Эль-Посо                          | 811                              | 798                              |
| Агуалинда                         | 726                              | 773                              |
| Истололоя                         | 710                              | 689                              |
| Нуэво-Каррисаль                   | 692                              | 689                              |
| Эхидо-Каньяда-Колотла             | 580                              | 681                              |
| Эхидо-Каррисаль-Вьехо             | 611                              | 602                              |

## Экономическая деятельность
Работоспособное население занято по секторам экономики в следующих пропорциях: сельское хозяйство и скотоводство — 80,2 %, обрабатывающая и производственная промышленность — 6,8 %, сфера услуг и туризма — 12 %.

## Инфраструктура
По данным муниципальных служб, инфраструктура развита следующим образом:
- электрификация: 100 %;
- водоснабжение: 85 %;
- водоотведение: 70 %.

## Туризм
Основные достопримечательности:
- церковь Святого Хуана Баутиста, построенная в XVII веке;
- наскальные рисунки, времён тотонаков, в пещерах Муэрто.